# (4098) Thraen
(4098) Thraen – planetoida z pasa głównego asteroid okrążająca Słońce w ciągu 5,8 lat w średniej odległości 3,23 j.a. Została odkryta 26 listopada 1987 roku w Obserwatorium Karla Schwarzschilda w Tautenburgu przez Freimuta Börngena. Nazwa planetoidy pochodzi od Antona Karla Thraena (1843–1902) – niemieckiego astronoma i księdza katolickiego.